# 日本の熱い日々 謀殺・下山事件
『日本の熱い日々 謀殺・下山事件』（にほんのあついひび ぼうさつ・しもやまじけん）は、1981年に公開された日本映画。製作は俳優座映画放送、配給は松竹。モノクロ作品。
昭和56年度文化庁芸術祭参加作品。第5回日本アカデミー賞において、優秀作品賞、優秀監督賞（熊井啓）、優秀脚本賞（菊島隆三）、優秀音楽賞（佐藤勝）、優秀撮影賞（中尾駿一郎）、優秀照明賞（岡本健一）、優秀美術賞（木村威夫）、優秀録音賞（紅谷愃一）を受賞。

## 概要
1949年7月に、第二次大戦後の連合国による占領統治下の日本で起こった「戦後最大のミステリ」ともいわれる「下山事件」（下山定則国鉄総裁の変死事件）とその捜査・解明に当たった人々を描いたミステリ映画。捜査時に活躍した朝日新聞の矢田喜美雄記者の著書『謀殺・下山事件』（1973年）を原作に、菊島隆三が脚色化。『帝銀事件 死刑囚』や『日本列島』などの作品で「社会派」として知られていた熊井啓が、大作『天平の甍』の直後に監督した。
劇団俳優座の映画部門会社が製作したため、出演者の大半は俳優座の所属俳優である。主人公の矢田記者役は、矢代と名を変えて仲代達矢が演じた。このほか脚色のため、事件関係者や旅館などの名前をいくつか変えてある。事件の鍵を握る男を演じた隆大介の演技も注目を浴びた。『日本列島』で謎の謀略家・涸沢（からさわ）を演じた大滝秀治が、本作でも謀略家・唐沢を演じている。当時まだ若手だった役所広司も無名の記者役で出演している。なお、下山定則総裁当人は記録映像部分に登場するが、劇中の役は数カット出ているだけで、俳優名はとくにクレジットされていない。
本作が公開された1981年当時は、すでに大半の映画作品はカラーとなっていたが、本作は事件当時のモノクロ・ニュース映像を交えながらモノクロ作品として製作され、当時の雰囲気を醸し出すことに成功している。

## キャスト
| 俳優       | 役名         | 役柄                                                          |
| ---------- | ------------ | ------------------------------------------------------------- |
| 仲代達矢   | 矢代         | 昭和日報の記者。 朝日新聞の矢田喜美雄記者がモデル。           |
| 山本圭     | 大島         | 警視庁捜査二課の刑事。矢代とともに、捜査に当たる。            |
| 浅茅陽子   | 川田         | 昭和日報の記者で、矢代の後輩。                                |
| 中谷一郎   | 遠山部長     | 昭和日報の部長で、矢代の上司。                                |
| 橋本功     | 小野         | 昭和日報の記者で、矢代の後輩。                                |
| 役所広司   | -            | 無名の記者。矢代の同僚。                                      |
| 岩崎加根子 | 下山芳子     | 下山総裁の未亡人。                                            |
| 江幡高志   | 酒井運転手   | 下山総裁を公用車で三越まで送った運転手。                      |
| 平幹二朗   | 奥野警視総監 | 警視庁のトップ。捜査の幕を引こうとする。                      |
| 稲葉義男   | 堀井捜査課長 | 警視庁捜査一課長。                                            |
| 新田昌玄   | 吉川捜査課長 | 警視庁捜査二課長。                                            |
| 神山繁     | 伊庭次席検事 | 東京地検側の捜査を指揮する。                                  |
| 滝田裕介   | 川瀬検事     | 東京地検の検事。                                              |
| 梅野泰靖   | 山岡検事     | 東京地検の検事。                                              |
| 松本克平   | 波多野教授   | 下山死後轢断の判断を下した東大教授。                          |
| 近藤洋介   | 秋田教授     | 東大の衛生裁判化学教室の教授。                                |
| 仲谷昇     | 内閣官房長官 | 下山事件発生直後に、他殺との見解を示す。                      |
| 菅井きん   | 女将ふさ     | 末吉旅館の女将。 事件前日に下山が滞在したと証言する。         |
| 浜田寅彦   | 館野教授     | 下山生体轢断の判断を下した慶應大教授。                        |
| 小沢栄太郎 | 糸賀         | 事件後に下山邸を訪れた謎の自称・政治家。                      |
| 井川比佐志 | 李中漢       | 事件の秘密を知る韓国人。                                      |
| 大滝秀治   | 唐沢         | 占領軍の工作に関与している謎の人物。                          |
| 伊藤孝雄   | 堀内         | 矢代へ手紙を送り、その中で 下山誘拐に関与したと告白する青年。 |
| 隆大介     | 丸山         | 事件の秘密を握る労務者。                                      |
| 草薙幸二郎 | 嗄声の男     | 事件に関与したと思われる謎の人物。                            |
| 岩下浩     | 川崎         |                                                               |
| 信欣三     | 国原鋼材主任 | 堀内という男が務めていたという会社の担当者。                  |
| 織本順吉   | 駅助役       |                                                               |

## あらすじ

### 冷戦下のドッジ・ライン反対闘争
昭和24年（1949年）、日本の降伏から4年が経ったが、アメリカとソ連の「冷たい戦争」が表面化する中で、アメリカは日本をアジアにおける「反共の砦」とする必要に迫られていた。こうして、いまだ連合国（事実上は米軍）による占領下の日本では、GHQと日本政府主導によるドッジ・ライン政策と呼ばれる経済合理化政策が推し進められていた。大企業は次々に大量首切りを発表、労働組合側は反対闘争に立ち上がり、その中心となる最大勢力が60万人を擁する国鉄労働組合（国労）であった。
6月1日に国鉄が発足したが、7月1日に国鉄初代総裁・下山定則は職員10万人の解雇を発表した。これに対して国労は大規模なストライキで闘う構えを示した。国労は、共産党とともにドッジ・ライン反対闘争を展開したのだ。国労10万人首切りの成り行きいかんは、ドッジ・ラインの成功・不成功が懸かっていた。7月4日、下山は国労に対して、第一次整理の3万700人の解雇を通告した。

### 下山事件の発生
国鉄の大規模ストライキを前に世間が騒然としている7月5日、昭和日報の社会部記者・矢代（仲代達矢）は、上野に集結するシベリヤからの復員兵たちの集会を取材していたが、その時、下山国鉄総裁が行方不明になっていることを知らされた。運転手の証言によれば、下山は、朝に会議のために公用車で自宅を出た後、日本橋の三越に立ち寄り、そこで消息を絶っている。
7月6日午前0時25分頃、東京都足立区にある常磐線（北千住駅－綾瀬駅間）が東武伊勢崎線と交差するガード下で、下山の轢断された死体が発見された。内閣官房長官（仲谷昇）は、即日、下山が他殺されたのではないかとの声明を出した。「下山事件特別捜査本部」が設置された。このうち警視庁捜査一課では自殺説、捜査二課および東京地検の特捜部では他殺説に傾いていくことになる。

### 自殺か他殺か
東大の法医学教室での遺体解剖では、他殺の根拠となる「死後轢断」の判断が出された。矢代記者が取材すると、出血などの「生活反応」がまったく見られないので死後轢断にまちがいない、とのことであった。一方、5日の現場付近で下山総裁らしい人物を目撃したとの情報が数多く寄せられた。東武線の五反野駅で下山らしい人物が下車したと駅員が証言した。矢代と同僚（役所広司）は、下山らしい人物が滞在したという末吉旅館で女将（菅井きん）に取材したが、女将の証言には疑問点や他の証言者との食い違いが見られた。「3時間もいたなら煙草好きの総裁なら吸い殻がいっぱいのはずだ」というが、覚えていないという。矢代は社会部で議論し、目撃されたのが下山の替え玉だとしたら、この事件は労働組合や共産党など左翼のせいにする右翼の「稀に見る計画知能犯罪」かも知れない、と推測する。だが、川田記者（浅茅陽子）の取材によれば、慶應大の館野教授（浜田寅彦）は、出血がないのは「生体轢断」によく見られるとして、自殺説を主張していた。

### 三鷹事件、国労の敗北
7月15日、中央線の三鷹駅で無人の列車が暴走する「三鷹事件」が発生。社会部の遠山部長（中谷一郎）は矢代に、下山はもはやニュースじゃないので三鷹へ取材に行け、と説得するが、矢代は東大の法医学教室に通い続けた。三鷹事件と下山事件は関連があると見られた。
三鷹事件では、共産党員2名が逮捕された。政府の吉田茂首相ら は、下山・三鷹両事件などが続発する情勢に対し、これらのいわゆる社会不安は共産党の運動方針に源を発していると扇動者として名指しし、反共政策を正面に出して治安対策に当たると声明した。世論も下山他殺説を支持し、国労 左派の犯行と噂した。これにより、ドッジ・ライン反対闘争を闘っていた国鉄労働組合らの勢力は左右に分断され、GHQと日本政府は国鉄に職員9万5000人を整理解雇させることに成功した。ドッジ・ライン反対の中心勢力である国労の敗北を契機として、大量首切りが政府の計画通り実施されていった。

### 血痕の発見
矢代記者は東大で、ある教授から特ダネを聞き込んだ。米軍もこの事件を捜査していて、GHQの犯罪科学研究室が事件現場で血痕を見つけたというのだ。血痕は轢断場所の手前にあったという。矢代は、夜間に血痕を発光させる「ルミノール反応」のことを聞かされ、夜に事件現場で大量の血痕を発見した。血痕の血液型は、下山と同じA型と判った。矢代から報告を受けた東京地検の伊庭次席検事（神山繁）らはこの血痕を重視し、矢代記者に正式な身分で捜査に加わってほしいと依頼する。捜査の一員になれば、記者の身分は拘束され、記事は書けなくなる。矢代は、現場から血痕が発見されたということを記事にした。夜、電車に乗ろうとホームで待つ矢代を、尾行してきた謎の男が突き落とした。幸い、電車は大きく飛んだ八代の隣の線路で止まった。
遠山部長はデスクにならないかと矢代に勧めるが、下山事件から離れることを意味するので矢代は「俺はこの事件と心中するつもりなんだ」と断った。矢代は、東大法医学教室の研究員として正式に下山事件の科学捜査に加わることになった。血痕の検査が進み、矢代が現場で発見した血痕は、下山総裁のものらしいという検査結果になった。他方で、奥野警視総監（平幹二朗）は、事件の2日前に下山総裁に会っており、官房長官から護衛をつけるように言われていたのだが、「労組側の情報が取りにくい」と、あえて護衛をつけなかったために事件が起こってしまったことを後悔していた。事件から1ヶ月が経過するので、総監は自殺説で幕を引こうと考えるが、東大との見解統一をどうするかで悩む。警視庁が自殺と発表するといったんは報道されるが、記者会見で捜査続行が告げられる。

### 松川事件
下山事件から6週間後、三鷹事件から約1ヶ月後の8月17日、福島を走る東北本線松川駅北方のレールが故意にはずされて列車が転覆するという「松川事件」が発生し、下山事件・三鷹事件と並ぶ国鉄三大ミステリー事件となった。記者会見で内閣官房長官は、下山・三鷹の各種事件などと思想的底流においては同じものであると断定。捜査当局は、事件は労働組合や共産党ら左翼の犯行と決め付け、それらの多くの関係者が逮捕・起訴された。

### ヌカ油の謎
下山総裁が着ていた衣服や靴には、ヌカ油や色素などが付着していた。東大衛生裁判化学教室の秋田教授（近藤洋介）から裁判化学的に研究したいと申し出があり、警視庁捜査二課の若い大島刑事（山本圭）が担当することになった。その間にも逮捕者が出るが、そのほとんどが共産党員であった。
矢代は、大島刑事とともに聞き込み捜査を続けた。ヌカ油を扱う工場は都内に多数あった。あるとき立ち寄った国原鋼材という会社は、ピアノ線を製作していたが、そこの主任（信欣三）によると、これは米軍が山の中の戦闘で使用するものだという。このとき、謎の男が窓の外から矢代たちを覗いて監視していることに、矢代は気づいた。ふとあることで、大島と矢代は、ヌカ油と色素は同じ工場で付着したのではないかと思い至り、その工場の数は限られていることを突き止める。
いよいよ総動員態勢を決めた地検の伊庭次席検事らは、捜査の見通しが出てきたので喜び、前祝いを兼ねて忘年会をしようという。

### 捜査本部の解散
忘年会の席で、警視庁捜査二課の吉川課長の異動が告げられた。警視総監の意向だという。下山事件の捜査には痛手だ、警視庁はやる気があるのかと、伊庭や矢代は憤る。翌昭和25年3月、「下山事件特別捜査本部」は解散され、担当していた捜査官たちは都内の警察署に異動となった。その後も、捜査二課の5名で細々と捜査が続けられたが、まもなく打ち切られた。

### 糸賀
矢代は、下山邸に未亡人（岩崎加根子）を訪問する。未亡人によれば、事件の翌日に糸賀と名乗る自称・政治家（小沢栄太郎）が来訪し、「遺書があるでしょう、なかったら遺書を書きなさい」と自殺説を裏付ける遺書を書いて発表するように勧めた。このとき、彼女は下山が殺害されたと悟ったという。矢代が糸賀を訪ねて事情を訊くと、国の将来のためにそういう行動を取ったのだ、「あのままに放置しておいたら今頃は間違いなく革命が起きていただろう」と話す。糸賀は殺しのプロではないように見えるが、背後の勢力に操られているのだろうと、矢代は推測する。

### 李中漢、朝鮮戦争の勃発
下山事件から1ヶ月が経った昭和24年8月頃、事件の3日前に大韓民国代表部に李中漢（井川比佐志）という韓国人の情報屋が現れて、事件の予告を垂れ込んだ。李は米軍のCIC（米陸軍情報部隊）にも垂れ込んだが、虚偽の情報で扇動したとして、米軍が接収していた長崎県の針尾収容所に収容されていた。昭和25年初夏、韓国代表部の書記官から知らされた矢代は収容所の李に面会して、事件の謎を聞き出そうとした。李が「嗄(しゃがれ)声の男」から得たという情報によれば、下山総裁殺害は某共産国により日本に社会不安を起こす目的で行われたとのことで、総裁は7月5日に数人の男により誘拐されて、脇の下の血を抜かれて殺害され、死体は午後11時頃に列車に轢かれたという。米軍憲兵（MP）の監視が厳しいために李の話せることには縛りがあり、また捜査で判ったこととは細部に食い違いがあったが、興味深い内容であり、検察も興味を示した。
遠山部長の情報によれば、李はその後に米軍のヘリコプターで本国に送還されたらしい。遠山は、李は真相を知りすぎたために海へ落とされて消されたのだと推測し、矢代に消される前に事件から手を引くべきだと説得を試みる。
昭和25年（1950年）6月、朝鮮戦争が勃発、昭和28年（1953年）まで続いた。日本は米軍の兵器廠となって、特需景気に沸き、戦後復興が進む。

### アメリカ占領軍の影
松川事件の一審・二審では、多くの被告が有罪となり、死刑5名・無期懲役5名というかつてないほどの重刑の判決を受ける。
東京地検特捜部に報告書を持参した矢代は、伊庭次席検事に向かって、下山総裁自殺発表の中止命令がどこから出たか、また捜査本部解散の理由を訊いた。伊庭によれば、G2（米軍参謀本部第二部）からの圧力があったらしい。下山他殺捜査があんな結果になったのも、松川事件の重刑も米軍の圧力ですか、と詰め寄る矢代。
昭和26年（1951年）9月、吉田茂首相はサンフランシスコ講和条約および（旧）日米安全保障条約に調印し、ここに第二次世界大戦は終結し、日本は独立を回復した。
昭和27年（1952年）5月、血のメーデー事件で2名死亡。昭和28年（1953年）7月、板門店で朝鮮戦争の休戦協定調印。昭和29年（1954年）3月、マーシャル諸島の米水爆実験、いわゆる第五福竜丸事件で（日本では）1名死亡。日本の各地で、在日米軍の基地に対する反対闘争が盛り上がりを見せていた。

### 堀内の垂れ込み
昭和32年（1957年）、昭和日報の矢代の元へ、堀内と名乗る男から手紙が届く。それによれば、北海道から上京して國原鋼材という会社に勤務した彼は、あの7月5日に駆り出されて、日本橋の三越で下山総裁の誘拐に関与させられたという。事後、憲兵（MP）に銃で脅され、台湾に連行されると聞かされた堀内は夜に脱走し、各地を隠れて転々と移りながら疲れ果て、麻薬患者となって、死ぬ間際に矢代に告白の手紙を書いたのだ。
國原鋼材を訪ねた矢代記者と大島刑事は、そこがかつてヌカ油の捜査で来た工場だったと気づく。ここは、かつて小さな町工場だったが、今は大工場になっていた。あのときの米軍が山中の戦闘で使うピアノ線は朝鮮戦争の戦争準備だったことに感づく。下山総裁を誘拐した4人の男がここで働いていたとすれば、単なる偶然ではないだろう。堀内の手がかりはなかったが、その会社には謎の男・唐沢（大滝秀治）が出入りしていた。大島によると、唐沢は米軍の工作員として戦後の日本で暗躍し、警察の取調べを受けるも、米軍によって釈放させられた謀略家であるらしい。
矢代と大島は、堀内の消息を求めて北海道を訪ね回るが、行方はまったく判らなかった。ある宿屋でくつろいでいると、見知らぬ男から仲居を通じて「お前たちもいつか抹殺される」という脅迫状が届く。何者が彼らを脅すのか、まったく不明。矢代は、糸賀、彼を駅で突き落とした男、國原鋼材で覗いていた男、唐沢らを思い浮かべる。
大島は下村がヌカ油か染料のある場所に監禁されていて、替玉が旅館に向かったと推理する。

### 丸山への追及とその後
昭和35年（1960年）、安保闘争で騒然とする日本。政府自民党は5月19日に警官隊を導入して、新安保条約を単独強行採決。6月4日夜、3波にわたるゼネスト。6月10日、ハガチー事件（アイゼンハワー米大統領訪日の打ち合わせで来日したジェイムズ・ハガティ大統領新聞係秘書が安保闘争のデモ隊に包囲され、羽田から米軍ヘリで脱出）。6月15日、警官隊とデモ隊が衝突して1名（樺美智子）が死亡。
社会部のデスクとなっていた矢代に、小野記者（橋本功）が、横田基地の近くで丸山という人夫を見かけたと報告する。その男は、下山事件の後に窃盗で拘置され、寝言で「下山総裁なんてそんな偉い人を殺してない」などと奇妙なことを口走った男だという。矢代と大島は、丸山（隆大介）を執拗に追及し始めた。丸山は、知らぬ存ぜぬを繰り返す。丸山の妻の西田佐知子の「アカシアの雨がやむとき 」の歌が聞こえてくる。矢代は丸山の働くダム工事現場まで訪ねて行く。
昭和38年（1963年）9月、松川事件裁判の最高裁判決で、全員逆転無罪となった。下山事件は時効の前年だ。二人の説得に、ついに丸山は、50万円（当時としてはかなりの高額）と引き換えなら、知っていることを話してもよいと告げる。命の安全のために、生まれたばかりの子どもと妻と逃げ回らなければならないから必要だというのだ。矢代は、前年に刑事を辞めて病院の事務長になっていた大島とともに、丸山から事情を訊く。
下山総裁が誘拐されたあの日、丸山は李も話していたボスの「嗄（しゃがれ）声の男」（草薙幸二郎）に命じられて、生暖かい死体あるいは仮死状態の男の体を、仲間とともに事件現場の線路上に運んだのだという。下山総裁とは知らずに男の体を線路上に運んだ丸山は、腰を抜かして線路脇にしゃがんだまま、列車に轢断されるのを驚愕しながら見つめていたのだ。細かい事実が違うのでもっと訊きたいことがあるとの矢代らの追及に、「命が危ないのにそんなやばい作り話をするか」と激怒し、丸山は50万円を受け取り、慌てて姿を消した。
昭和39年（1964年）、日本は東京オリンピックに沸いた。開会式のテレビを見て盛り上がる社会部の矢代の元に、ある駅から電話があった。驚いて駅に駆けつける矢代。あの丸山が駅のホームから線路に転落して電車に轢かれ、矢代の着く直前に息絶えていた。彼の妻は、売店に行っていたので、転落を見ておらず、ほかに確かな目撃者はいないという。何者かに突き落とされて、口を封じられたのか。死ぬ間際に、丸山は矢代に何かを告白したくて面会しようとしたのか。矢代が丸山の手を握り締めて何かを大声で叫び続けたが、その声は通過する列車の轟音にかき消された。この年、下山事件は公訴時効となった。（終）

## 原作
- 『謀殺・下山事件』 矢田喜美雄著、講談社、1973年（絶版）。
  - 『謀殺・下山事件』 矢田喜美雄著、新風舎文庫、2004年。

## ソフトウェア
- DVDがカルチュア・パブリッシャーズから2002年に発売されたが、現在は品切れとなっている。